# Мария-Воля
Мария-Воля (укр. Марія-Воля) — село в Зимневской сельской общине Владимирского района Волынской области Украины.
Население по переписи 2001 года составляет 84 человека. Почтовый индекс — 44753. Телефонный код — 3342. Занимает площадь 0,34 км².